# Aleppo

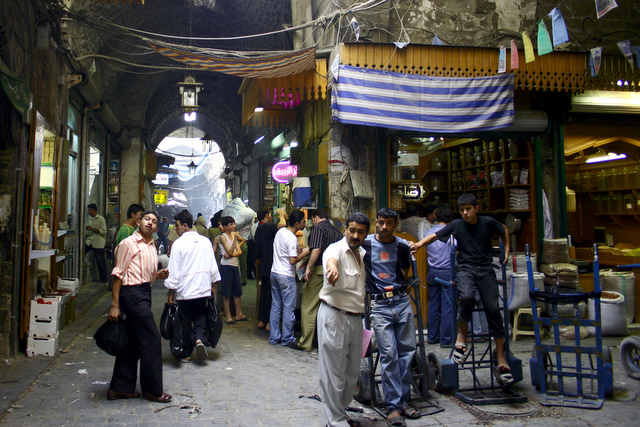
Suk w Aleppo

Aleppo (arab. ‏حلب‎ Ḥalab, tur. Halep) – miasto w północno-zachodniej Syrii, około 50 km na południe od granicy z Turcją, położone w połowie drogi między Eufratem a wybrzeżem Morza Śródziemnego w półpustynnej okolicy o ostrym klimacie. Siedziba władz muhafazy Halab. Największe miasto Syrii – 1,4 mln mieszkańców (1990), 1,7 mln mieszkańców (1999), 2,1 mln mieszkańców (dane oficjalne z 2004 roku). Jedno z najstarszych nieprzerwanie zamieszkanych miast Bliskiego Wschodu – od co najmniej 1800 p.n.e. Zamieszkane głównie przez Arabów, dość liczni są Turcy i Ormianie, oprócz nich mieszkają w Aleppo Grecy, Kurdowie i Żydzi. Ośrodek przemysłu włókienniczego, przemysłu spożywczego oraz tkactwa dywanów. Jedno z większych centrów handlowych Bliskiego Wschodu. Węzeł komunikacyjny – skrzyżowanie szlaków kolejowych i drogowych, międzynarodowy port lotniczy, przez miasto przebiega rurociąg z Himsu do Latakii. Ośrodek nauki i kultury – uniwersytet, muzułmańska szkoła teologiczna, szkoła muzyczna.
Tradycja muzułmańska i judaistyczna podają, że podczas wędrówki z Ur do Kanaanu na fortecznym wzgórzu odpoczywał biblijny patriarcha Abraham. Miał również wypasać swoje stada i doić krowy (Halab al-Szaaba, stąd arabska nazwa miasta). Pamiątką jego pobytu ma być „kamień Abrahama”.

## Historia

### Starożytność
Starożytne Halpe zostało założone na paśmie wzgórz przecinających urodzajną dolinę rzeki Halus (dziś Kuwajk), na lądowym szlaku handlowym z Europy do Indii. Możliwe, że początki osiedla w miejscu późniejszego miasta datują się od szóstego tysiąclecia p.n.e. Najwcześniejsze wzmianki o Aleppo w źródłach historycznych pochodzą z około 1800 p.n.e., gdy było stolicą miejscowego królestwa amoryckiego Jamhad, rywalizującego (między innymi z Babilonem i Aszur) o władzę nad Mezopotamią. Około 1600 p.n.e. Aleppo zostało opanowane przez Hetytów i pozostawało pod władzą różnych państw hetyckich do około 800 p.n.e. Następnie należało do imperium Urartu, później asyryjskiego (wtedy nazywało się Halman), a następnie perskiego. W 333 p.n.e. zdobył je Aleksander Macedoński, po czym pozostawało pod władzą Seleucydów. Po przebudowie w 280 p.n.e. Seleukos I Nikator nadał mu nazwę Beroea. Za czasów Seleucydów powstały pierwsze budowle, które złożyły się potem na najsłynniejszy zabytek Aleppo – cytadelę Kalat Halab, położoną na skalnym wzgórzu w centrum miasta, rozbudowywaną przez kolejnych władców.
W 64 p.n.e. Aleppo wraz z całą Syrią zostało podbite przez Rzym. Handlowe znaczenie miasta wzrosło po upadku Palmyry w 272 roku. W okresie panowania Rzymu doszło do chrystianizacji Aleppo i okolic. Pierwszym misjonarzem tych terenów był apostoł Szymon. Po okresie prześladowań od I do III wieku nastąpił błyskawiczny rozwój Kościoła na tych terenach – pod koniec IV wieku miasto było już chrześcijańskie, powstała tu jedna z pierwszych stolic biskupich. Od IV do VI wieku w okolicach Aleppo powstało około dwóch tysięcy kościołów i klasztorów. W samym mieście cesarzowa-matka Helena ufundowała wielką bazylikę świętej Barbary („Wielki Kościół”), istniejącą do dziś. Wiele miejsc kultu uległo zniszczeniu już podczas napadów Persów, którzy w 540 roku spalili nawet znaczną część miasta.

### Średniowiecze
W 637 Bizancjum utraciło miasto na rzecz Arabów. Pierwsze panowanie arabskie było dla miasta – jeszcze wtedy chrześcijańskiego – życzliwe i tolerancyjne; w VIII wieku miała miejsce kolejna fala chrześcijańskiego budownictwa sakralnego. W 944 Aleppo przeszło pod władzę lokalnej dynastii Hamdanidów, stając się ich stolicą. Ta właśnie dynastia stworzyła cytadelę Kalat Halab. W X wieku nastąpił rozkwit miasta, które stało się ośrodkiem arabskiej nauki, kultury i sztuki. W tym okresie tworzyli w Aleppo słynni poeci al-Mutanabbi i Abu al-Firas al-Hamadani, al-Farabi – najwybitniejszy arabski filozof przed Awicenną, językoznawca ibn Kaalawi i kaznodzieja Ibn Nubata. W 962 r. Aleppo przejściowo zdobyły wojska Bizancjum pod wodzą Nicefora II Fokasa, później zaś miastu narzucony został protektorat bizantyński. Po upadku Hamdanidów miastem władały dynastie Mirdasydów i Ukajlidów. Od 1070 panowali nad Aleppo Turcy seldżuccy. Dwukrotnie, w 1098 i w 1124, oblegali miasto krzyżowcy, lecz bezskutecznie. Arabowie odzyskali miasto w 1183. Po wojnach krzyżowych nastawienie Arabów wobec chrześcijańskich mieszkańców Aleppo uległo zmianie – mścili się na nich za współpracę z krzyżowcami. Wtedy (1124) odebrano chrześcijanom i zamieniono na meczet katedrę świętej Barbary. W 1158 roku powstał Wielki Meczet (Al-Dżami Al-Kabir) fundacji sułtana Nur ad-Dina. W latach 1260–1317 panowali w Aleppo Mongołowie, którzy zburzyli cytadelę, następnie znów Arabowie.

### Pod rządami Imperium Osmańskiego
W 1517 miasto włączono do Imperium osmańskiego, w którym pozostawało aż do czasu jego upadku (z wyjątkiem krótkiej okupacji egipskiej 1832–1840). Panowanie tureckie nie zapewniło jednak tym terenom stabilizacji – częste były walki miejscowych feudałów. Od XVI wieku, wskutek rozwoju handlu europejsko-indyjskiego drogą morską wokół Afryki, Aleppo stopniowo traciło swoje znaczenie pośrednika handlowego między Wschodem a Zachodem. Ostateczny koniec dalekiego handlu na tym szlaku nastąpił po otwarciu drogi morskiej przez Kanał Sueski. W XIX wieku nastąpił upadek miasta na skutek trzęsień ziemi (najsilniejszego w 1822 – zrujnowało również cytadelę) i epidemii (1827, 1832). W 1841 Brytyjczycy próbowali ustanowić na Eufracie komunikację rzeczną między Aleppo a Mezopotamią, jednak okazało się to niemożliwe – szlak wodny był zbyt zaniedbany.
W Aleppo internowany był polski generał Józef Bem, który schronił się w 1849 roku w Turcji po upadku powstania na Węgrzech. W 1850 roku uruchomił w mieście sfinansowaną z własnych środków fabrykę saletry, która dostarczała ją tureckiemu rządowi. W uznaniu jego zasług Wysoka Porta mianowała go generałem tureckiej armii. W tym roku w Aleppo wybuchły krwawe zamieszki zainicjowane przez Beduinów, które wymierzone były zarówno we władzę turecką na tym terenie, jak i w chrześcijan syryjskich. Turecki gubernator na tym terenie, Mustafa Pasza, powierzył Bemowi dowództwo obrony miasta przed najazdem nomadów arabskich, podczas której generał dowodził artylerią. W listopadzie 1850 Bem zachorował na malarię azjatycką i zmarł w mieście w nocy 10 grudnia. U schyłku panowania osmańskiego w Aleppo działały liczne europejskie placówki dyplomatyczne, rezydowali patriarchowie Antiochii (prawosławny i ormiański), mieściły się biskupstwa (jakobickie i maronickie) oraz misje łacińskie.

### Okres międzywojenny
Kresem panowania tureckiego w Aleppo była I wojna światowa. Od 1915 do miasta uciekali Ormianie, wypędzani przez Kurdów i Turków z Anatolii. Pod koniec października 1918 wojska brytyjskie zajęły Aleppo – ostatni punkt oporu tureckiego w Palestynie i terytoriach sąsiednich. W wyniku traktatów w Sewrze i w Lozannie Aleppo znalazło się we francuskiej mandatowej Syrii. Czasy kolonialne były czasami rozkwitu miasta, które jednak po oddaniu Turcji rejonu Aleksandretty w 1939 znów podupadło ze względu na odcięcie granicą państwową od tamtejszych portów śródziemnomorskich.

### Czasy współczesne
Po II wojnie światowej Aleppo częściowo przebudowano. W 1952 przeprowadzono szerokie drogi według planu urbanisty francuskiego Andrzeja Guttona. W 1970 wyburzono część starego miasta (zamkniętego w okręgu murów obronnych o średnicy trzech mil) pod budowę bloków mieszkalnych.
Aleppo było jednym z najważniejszych ośrodków zbrojnego powstania islamistów przeciwko rządom prezydenta Hafiza al-Asada w latach 1979–1982. W czerwcu 1979 w akademii wojskowej w mieście miał miejsce atak terrorystyczny, w którym zastrzelonych zostało 50 kadetów alawickich. Dzięki poparciu miejscowego mieszczaństwa sunnickiego również w kolejnych latach miasto było jednym z najważniejszych ośrodków islamistów. Ich organizacje zostały spacyfikowane w marcu 1980. Część mieszkańców miasta, zmęczona aktami terroru regularnie dokonywanymi przez rebeliantów, współpracowała z wojskiem przy wyłapywaniu islamistów. W czasie drugiej pacyfikacji Aleppo w sierpniu 1980 oddziały rządowe dopuszczały się doraźnych egzekucji podejrzewanych o udział w walkach mężczyzn powyżej czternastego roku życia.

Zniszczenia w Aleppo (2013)

Po wybuchu wojny w Syrii w 2011, w 2012 rozpoczęła się czteroletnia bitwa o Aleppo; do 2016 trwały ciężkie walki o miasto pomiędzy wojskami Sił Zbrojnych Syrii a oddziałami antyrządowymi. W grudniu 2016 roku wojska rządowe odzyskały kontrolę nad większością dzielnic Aleppo i wydały oświadczenie, że w pełni panują nad miastem. Na obrzeżach i w zachodnich osiedlach miasta walki trwały też w późniejszych latach, a na część miasta znajdującą się pod kontrolą sił rządowych spadały pociski. Dopiero na początku 2020 roku syryjska armia odepchnęła front na bezpieczną odległość od zabudowań Aleppo.

## Zabytki

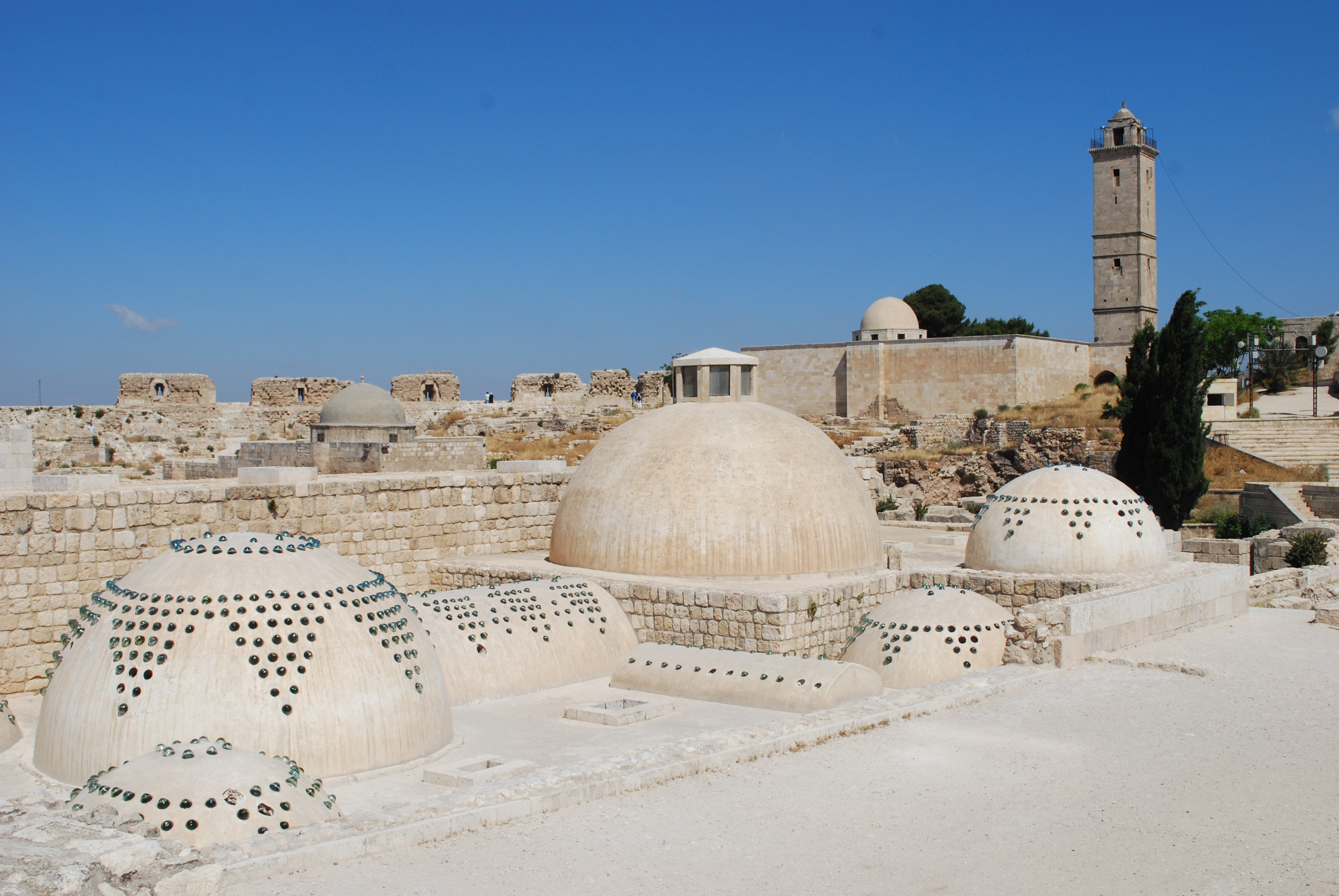
cytadela

w mieście znajdują się liczne zabytki architektury, głównie kultury arabskiej:
- cytadela Kalat Halab
- medresa al-Halawija z XII wieku
- meczet
- karawanseraje
- łaźnie tureckie
- Brama Bab Qinnasrin
- Brama Bab Antakeya
- Katedra św. Eliasza w Aleppo
- Kościół Mar Assia al-Hakim w Aleppo
- Do osobliwości należy wielki bazar Al-Madina (suk).

## Chrześcijanie w Aleppo
Około 10% mieszkańców miasta stanowią chrześcijanie, podzieleni na wiele denominacji. Aleppo jest siedzibą dziewięciu biskupów: prawosławnego, ormiańskoprawosławnego, jakobickiego, katolickich Kościołów wschodnich: melchickiego, ormiańskokatolickiego, jakobickokatolickiego, maronickiego i chaldejskiego oraz łacińskiego (w Aleppo jest tylko jedna parafia obrządku łacińskiego pod wezwaniem św. Franciszka z Asyżu, którą prowadzą franciszkanie). Działają również dwa zbory protestanckie: ormiański i arabski. W Aleppo jest czynnych 36 kościołów, cerkwi i zborów oraz 17 kaplic i 36 klasztorów. Władze duchowne różnych denominacji współdziałają ze sobą – istnieje rada ekumeniczna, zbierająca się co tydzień. Aleppo jest sztandarowym przykładem sukcesu ruchu ekumenicznego na Bliskim Wschodzie.

## Współpraca
- Izmir, Turcja
- Lyon, Francja
- Gaziantep, Turcja
- Brześć, Białoruś